# الأدب والمروءة
الأدب والمروءة كتاب صغير في الأدب والمروءة ألفه الشاعر الدمشقي صالح بن جناح اللخمي. قال مؤلفه في مقدمة الكتاب:
«فهذا كتاب صغير في الأدب والمروءة لأنهما جماع الأخلاق، ومنتهى الفضائل فالمروءة هي شاغل المسلم في جميع أوقاته، وللأدب والمروءة وجوه وآداب، لا يحصرها عدد ولا حساب وقلَّما اجتمعت شروطهما قط في إنسان، ولا اكتملت وجوههما في بشر فإن كان ففي الأنبياء أما غيرهم فعلى مراتب بقدر ما أحرز كل واحد منهم من خصالهما، وخير مثال لنا النبي ﷺ الذى أدبه ربه فأحسن تأديبه وقد قال عنه رب العزة: ﴿وَإِنَّكَ لَعَلَى خُلُقٍ عَظِيمٍ﴾ ولهذا كله رأينا أن نسير مع مصنف هذا الكتاب لنتعرف على الأدب والمروءة لما لهما من ثمرات وفوائد لا حصر لها».

## عن المؤلف
صالح بن جناح اللخمي شاعر دمشقي، أحد الحكماء من القرن الثاني من الهجرة إبان الدولة العباسية وقد تتلمذ الجاحظ على يده، وقد حكى عنه الجاحظ قال «هو (أبو عبد الله الحاكم) ممن أدرك الأتباع بلا شك وكلامه مستفاد في الحكمة وقد أخذ بنيسابورز».

## موضوع الكتاب
ابتدأ مصنف هذا الكتاب بتعريف جامع للمروءة وعلاقتها بالأدب والعقل، وفي كل موضوعات الكتاب لا يفوت المصنف أن يأتي بشعر يجمع فيه المراد لأن المصنف شاعر حكيم. وتحدث عن الصدود، وبين أنه من نواقض المروءة والأدب.
وتناول بعد ذلك كثرة المال، وأظهر لنا حكمة بارعة في أن كثرة المال وقلته مرتبط ارتباطا تاما بكثرة الأولاد. وتكلم عن الأحمق، وعقد وجه شبه عجيبًا بينه وبين اللئيم فكلاهما لا يعرف عدوه من صديقه، ولا يعرف ما ينفعه مما يضره، وهو لا يقبل نصح أحد ولا موعظته. وتحدث بعد ذلك عن بيان أثر الهوى على الإنسان وفضل العقل، وبين أن العقل هو القابض لزمام الأمور، هو الميزة التي تكاد تكون الميزة الوحيدة التي فضل الله بها الإنسان على غيره، وأوضح أن الهوى ليس له أي أثر على الإنسان اللبيب العاقل. وتحدث بعد ذلك عن معرفة الإخوان ومعاملتهم، وبين أنك لن تعرف أخاك إلا إذا اختبرته وجربته وبلوته وعاملته بالدينار والدرهم. ثم تكلم عن العقل والأدب، وبعد أن وضَّح مكانة كل منهما شبّه العقل والأدب بالسيف والصيقل في شدة احتياج كل منهما للآخر، وشدة ارتباطه به، وأنه لا فائدة له بدونه فالسيف لا يؤدى غرضه بغير شحذ وجلاء كذلك العقل لا يؤدى غرضه بغير الأدب. وتحدث عن الحكمة، وبين قيمتها وأثرها على الشعراء والخطباء والبلغاء وغيرهم، وبين أنها تزيد الأدب قوة. وتعرض بعد ذلك لذم الكذب، وأوضح أنه من نواقض المروءة والأدب، وأنه يعدم الإنسان الحياء، وأنه إذا أتى بالصدق فالأجدر ألا يصدق منه. وتناول بعد ذلك الجهل، وبين أنَّه من نواقض المروءة والأدب، وحذر منه لأنه ليس من مقال الحكماء والعلماء، ثم وضَّح أن العلم والحلم لا يتمان إلَّا بالأدب. وتحدث بعد ذلك عن النهي عن القبيح، وهو من نواقض الأدب والمروءة، وبيَّن أن الذي لا يقبل النصح وينتهى يكون هذا الفعل منه. أقبح من عمل القبيح.
ثم تكلم بعد ذلك عن القدر وأحواله وتصاريفه، ومثل لنا بالفضائل وذكر أن الله عَزَّ وَجَلَّ يعطى كل إنسان منها بقدر فلا يجمع الفضل في يد أحد النَّاس، ولا يحرم أحد منه كل الحرمان، ولكنه وزع الفضل بعدالته. وانتقل إلى الحديث عن أخلاق الأتقياء والأشقياء، ووصف لنا أخلاق كل منهما. وتعرض بعد ذلك لطبيعة بني آدم في عزته وتكبره وتفرعنه ما لم يصبه أدنى أذى فإذا أصابه شيء وجدته يتراجع عن كل ذلك. وتحدث بعد ذلك عن الغنى والقنوع، وبيَّن أن الغنى غنى النفس والقلب فيجب أن يكون الإنسان قنوعًا بما في يده. وتناول بالحديث مجالسة أهل الأهواء وجدالهم.
وأظهر لنا أنها من عيوب الأدب والمروءة، والله عَزَّ وَجَلَّ قد أوحى إلى نبيه موسى عليه السلام ألا يجادل أهل الأهواء لأنه يورد إلى النار، والصالحون كانوا يتناهون عن مجالسة أهل الأهواء ومجادلتهم إلا باتباع للكتب المنزلة والسنن المرسلة الصادقة.
وتحدث بعد ذلك عن النميمة وأثرها، وحذر منها وذكر أنها تفسد على الإنسان كل شيء هو قادم إليه، وأنها من نواقض الأدب والمروءة. وتكلم بعد ذلك عن كثرة الكلام، وبيَّن لنا أنها من نواقض الأدب والمروءة، وأنها ليس من شيم أهل الأدب والمروءة. ثم تحدث بعد ذلك عن النفس وآدابها، وأظهر لنا صفات نبيلة في تأديب النفس. ثم ختم حديثه بالحديث عن الحسد والحاسد، وأوضح أنَّه خصم لا يركن إليه، ويجب الحذر منه، وأنه من نواقض الأدب والمروءة.

## المحتويات
- في ذي الوجهين
- في الصدود
- في كثرة المال وقلته
- قوله في الحمق
- بيان أثر الهوى على الإنسان وفضل العقل
- في الوجوه الشفافة
- الإعداد لكل أمر بعدته
- قال في العتاب
- حقوق الأخوة
- في مضيف الطعام
- في صفة العدو والصديق
- في العقل والأدب
- في المراء
- في الحكمة
- في الكلام وإخراجه
- في طلاقة الوجه وحسن الخلق
- ذم الكذب
- في الإخوان
- كيفية اختيار الصديق الصدوق
- في الجهل
- في رؤية الرجل وخبره
- في النهى عن القبيح
- في المؤاخاة
- في المداراة
- في الإعسار والإيسار
- في الصلة والتفضل
- أحوال القدر
- في الفضائل
- أخلاق الأتقياء والأشقياء
- طبيعة بني آدم
- خير الاستشارة
- مجالسة أهل الأهواء وجدالهم
- النميمة وأثرها
- من نواقض المروءة كثرة الكلام
- في النفس وآدابها
- في الحاسد

## روابط خارجية
- الأدب والمروءة - المكتبة الوقفية